# Mauro Gambetti
Mauro Maria Gambetti O.F.M. Conv. (Castel San Pietro Terme, 1965. október 27. –) olasz római katolikus pap, minorita szerzetes, a Szent Péter-bazilika főpapja, a Szent Péter Műhely elnöke, bíboros.
Gambetti 1992 óta a minorita rend tagja, 2009-től kezdődően vezetői pozíciókat töltött be a rendben, 2013-tól 2020-ig pedig az Assisi Szent Ferenc kolostor generális kusztosa.

## Életrajz
Mauro Gambetti 1965. október 27-én született Castel San Pietro Termeben, Olaszországban. A Bolognai Egyetemen szerzett gépészmérnöki diplomát. 1992 szeptemberében lépett be a minorita rendbe, és 1998. szeptember 20-án tette le örökfogadalmát.
Az Assisi Teológiai Intézetben szerzett teológiai alapdiplomát, majd a firenzei Közép-Olaszországi Teológiai Karon teológiai antropológiából szerzett licenciátust. 2000. január 8-án szentelték pappá Longianóban. Az ottani Emilia-Romagna tartomány ifjúsági és hivatásszolgálati animátora, 2005-től 2009-ig pedig a szerzetesi közösség vezetője és animátora is volt.
2009 tavaszán a bolognai provincia tagjai, akik az Emilia-Romagna-i Kisebb Testvérek Konventjének kolostoraiért felelősek, négy évre megválasztották őt elöljárójuknak. Ezt a tisztséget 2013. február 22-ig töltötte be, amikor a rend vezetősége kinevezte őt az Assisi Szent Ferenc Konvent generális kusztosává négyéves időtartamra, 2013-tól 2017-ig. Ezzel egyidejűleg Assisi püspöke kinevezte őt püspöki helynökké az Assisi Szent Ferenc-bazilika és az egyházmegyében a Kisebb Testvérek Konventje által működtetett más kegyhely lelkipásztori gondozására. A generális kusztosi tisztséget 2017-ben újabb ciklusra megerősítették.
2009 és 2013 között az Emilia-Romagna tartományi elöljárók konferenciájának (CISM) elnöke és a tartományfőnökök intermediterrán konferenciájának (CIMP) alelnöke is volt. 2010 óta a Világi Ferences Rend (OFS) Emilia-Romagna tartományi asszisztense. 2017 szeptemberében megválasztották a Konventuális Kisebb Testvérek Tartományi Miniszterek Intermediterrán Szövetségének elnöke.
2020. október 25-én Ferenc pápa bejelentette. hogy a 2020. november 28-i konzisztóriumon bíborossá kívánja kreálni. Gambetti az első minorita, akit 1861 óta bíborosi méltóságra emeltek. Generális kusztosi megbízatása 2021-ben járt volna le, de helyette november 12-én Marco Moroni atya váltotta őt ebben a pozícióban. Mivel a bíborosoknak püspököknek kell lenniük, november 22-én az assisi bazilikában Agostino Vallini bíboros püspökké szentelte, és Thisidua címzetes érseke lett. Ezen a konzisztóriumon Ferenc pápa a Santissimo Nome di Maria al Foro Traiano-templomot jelölte ki címtemplomául bíboros-diakónusi rangban. Kinevezésekor Gambetti a Bíborosi Kollégium harmadik legfiatalabb tagja lett. December 16-án a Megszentelt Élet Intézményeinek és az Apostoli Élet Társaságainak Kongregációja tagjává nevezték ki.
Ferenc pápa 2021. február 20-án kinevezte őt a Szent Péter-bazilika főpapjává, a Vatikánvárosi Állam általános helynökévé és a Szent Péter Műhely elnökévé. 2021. március 12-én az Államtitkárság megszüntette a bazilika mellékoltárain a magánmisék celebrálását, és a hagyományos latin mise bemutatását a bazilika kriptájában lévő Kelemen-kápolnára korlátozta.
2021 decemberében Ferenc pápa Gambettit nevezte ki az újonnan létrehozott Fratelli tutti Vatikáni Alapítvány elnökévé, amely a Gambetti javaslatára létrehozott Szent Péter Műhely munkájának kiterjesztésére jött létre.